# Volkan Aydın
Pour les articles homonymes, voir Aydın (homonymie).
Volkan Aydın, né le 11 janvier 1969, à Kelkit, en Turquie, est un ancien joueur de basket-ball turc. Il évolue au poste d'ailier.

## Palmarès
- Champion de Turquie 1992, 1993, 1994, 1996, 1997
- Coupe Korać 1996